# 乔·德洛克
约瑟夫·“乔”·纳撒尼尔·德洛克（英語：Joseph "Joe" Nathaniel DeLoach，1967年6月5日—），美国前男子短跑运动员。他曾获得1988年夏季奥运会田径比赛男子200米金牌。他也曾在1984年泛美青年田径锦标赛上获得三枚金牌。